# باتريك جي. ريان
باتريك جي. ريان هو سياسي كندي، ولد في 9 مايو 1838 في كندا، وتوفي في 21 أكتوبر 1906. انتخب عضو الجمعية التشريعية لنيو برونزويك ‏.